# Довгоноса акула австралійська
Довгоноса акула австралійська (Rhizoprionodon taylori) — акула з роду Довгоноса акула родини сірі акули. Інша назва «акула-голка».

## Опис
Загальна довжина досягає 69,5 см. Середня довжина — 50-60 см. Зовнішню сильно схожа на сіру довгоносу акулу. Голова значного розміру, сягає 5% довжини тіла акули. Морда надзвичайно довга та дуже вузька. Звідси походить назва цих акул. Очі великі, круглі, з мигательною перетинкою. Бризкальця відсутні. Губні борозни чітко виражені, доволі довгі. Рот доволі великий. На обох щелепах по 24-25 робочих зубів. Зуби на обох щелепах однакового розміру й форми. Тулуб стрункий, веретеноподібний. Осьовий скелет нараховує 135–149 хребців. Грудні плавці середнього розміру, відносно широкі. Мають 2 спинних плавця, з яких передній значно перевершує задній. Передній спинний плавець трикутний, розташований між грудними і черевними плавцями. Задній спинний плавець розташовано позаду анального. Хвостовий гетероцеркальний з більш розвиненою верхньою лопаттю.
Забарвлення сіро-буре або сіро-коричневе. Черево має білий колір. Краї плавців дещо світліше за забарвлення спини.

## Спосіб життя
Тримається від поверхні до глибини 110 м, материковому й острівному шельфі. Доволі моторна та активна акула. Живиться дрібними костистими рибами, креветками, кальмарами, донними ракоподібними і молюсками, морськими червами, личинками.
Статева зрілість настає у віці 1 рік, при розмірі у самця 40 см, у самиць — 45 см. Це живородна акула. Вагітність триває 11 місяців. Самиця народжує до 10 акуленят завдовжки 25-30 см. Народження відбувається щорічно.
Тривалість життя становить 7 років.

## Розповсюдження
Мешкає уздовж північного узбережжя Австралії — між 8° півн. ш. та 28° півд. ш. Також зустрічається біля південної акваторії Папуа Нової Гвінеї.